# Teglia

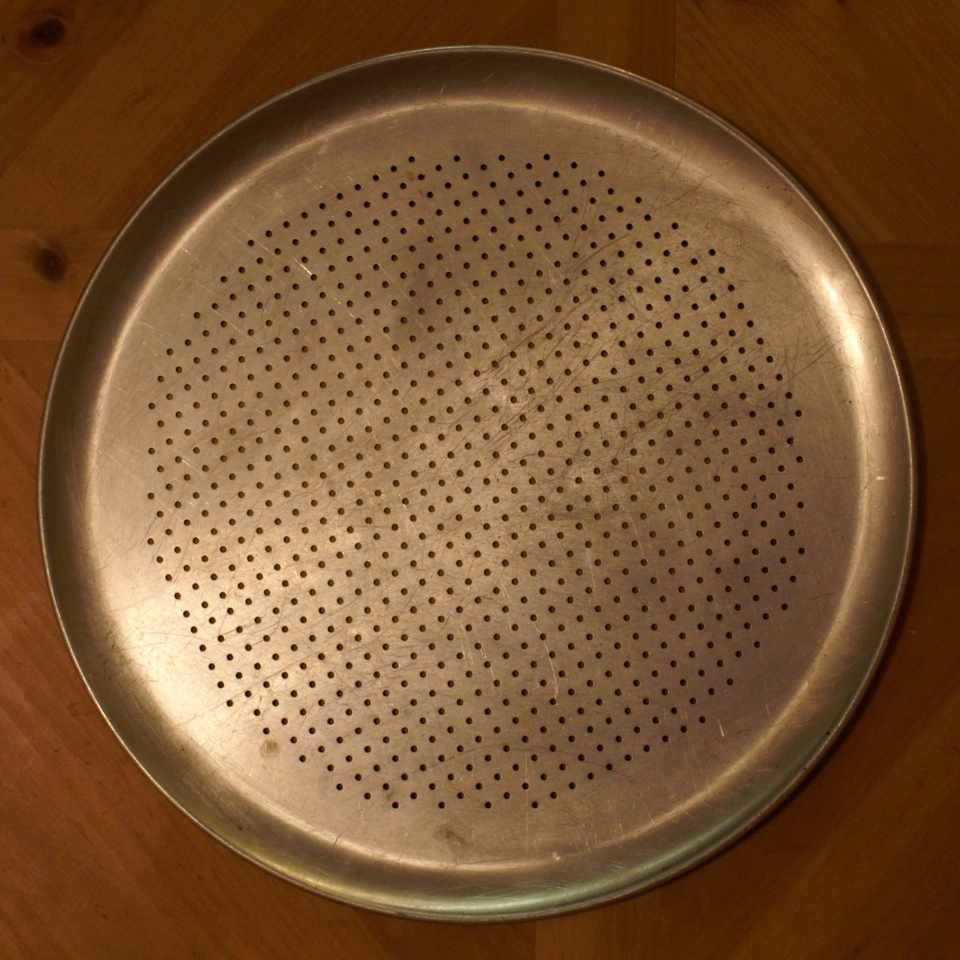
Teglia per pizza

La teglia è uno strumento utilizzato in cucina per cuocere gli alimenti in forno; generalmente è di forma rettangolare o rotonda e a bordi bassi. 
Quelle costruite in metallo - acciaio inox, ferro, alluminio - possono essere antiaderenti con rivestimento in teflon o stagnate se in rame; quelle in porcellana o terracotta sono smaltate all'interno e sono da considerarsi pirofile.

## Etimologia
Dal latino tegula (da tegere coprire), per la forma larga, piatta con piccoli bordi rialzati simili a quelli di un embrice romano.

## Tipi di teglie

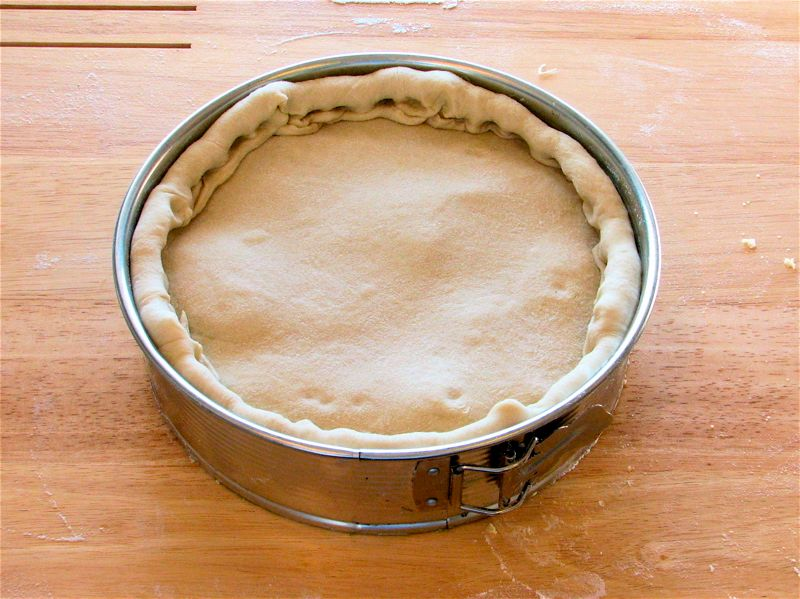
Teglia apribile detta anche "a cerniera"

- Da pizza, dando il nome "pizza alla teglia" alla comune pizza al trancio.
- Apribile, per facilitare l'estrazione del prodotto cotto; il fondo e la fascia che fa da bordo sono due parti separate. Il fondo, che può essere liscio o sagomato anche a forma di ciambella, si incastra in una scanalatura della fascia che è apribile, e blocca il fondo quando viene rinchiusa con l'apposito cricchetto.
- Usa e getta, sono teglie leggere in alluminio, di poco prezzo (che infatti andrebbero smaltite dopo il primo utilizzo), ma disponibili in molte forme e capacità; sono stampate in un foglio di alluminio sottile che ne permette l'utilizzo per una o poche volte. Prestare attenzione quando si riscaldano pietanze avanzate, pena la bruciatura e carbonizzazione dei residui di cibo, con liberazione di sostanze tossiche e/o cancerogene
- Antiaderenti, in alluminio con rivestimento interno in teflon per impedire ai cibi di attaccare durante la cottura.

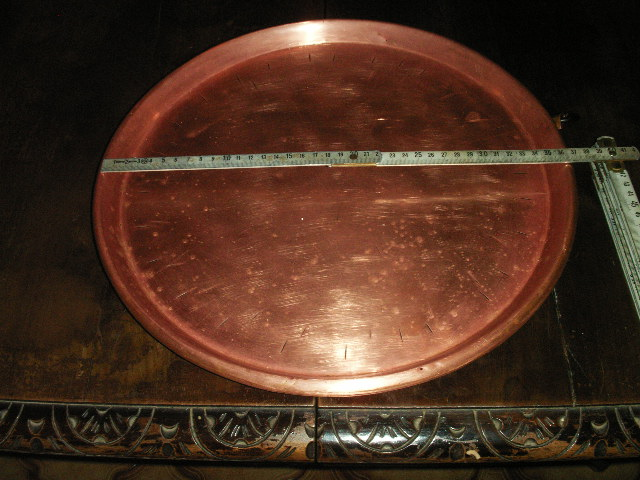
Teglia in rame da 37 cm di diametro

- Da farinata, teglie tradizionali in rame stagnato, di forma rotonda molto pesanti, con bordo arrotondato basso e anello per appenderle. Vengono usate per cuocere la farinata di ceci o altre preparazioni tradizionali.
- Per dolci, ve ne sono di sagomate con le forme specifiche richieste dalle varie preparazioni di dolci, con molti incavi per dolcetti di piccole dimensioni, come pasticcini, muffin o madeleine.

Esistono inoltre teglie in alluminio a pronto uso; sostanzialmente sono vaschette in alluminio adeguate alla cottura in forno, realizzate in alluminio ad elevato spessore e tecnologie innovative. Recentemente sono state messe in commercio teglie realizzate in silicone.

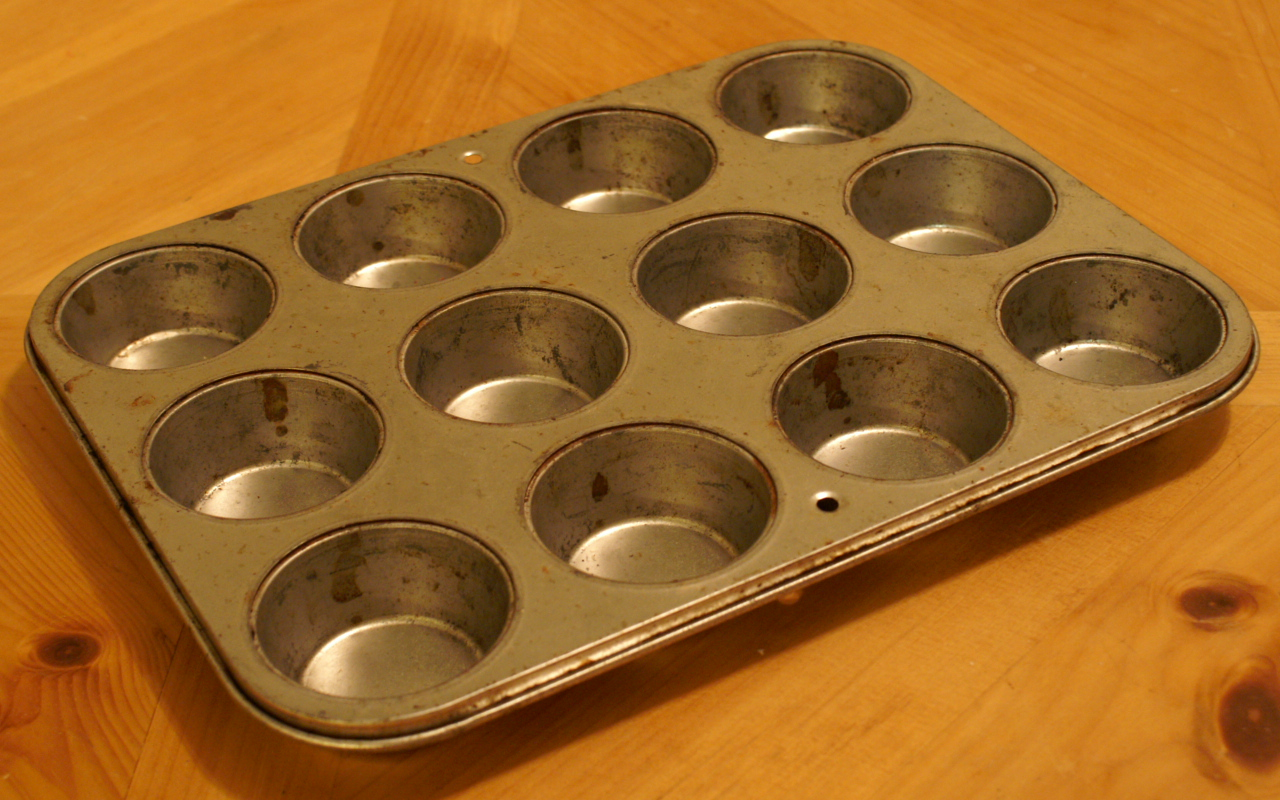
Teglia sagomata per pasticceria